# Regnskabsprogram
 Der er for få eller ingen kildehenvisninger i denne artikel, hvilket er et problem. Du kan hjælpe ved at angive troværdige kilder til de påstande, som fremføres i artiklen.

Et regnskabsprogram er et computerprogram som optegner og behandler regnskabstransaktioner ved hjælp af moduler så som debet og kredit, løn og kontooversigt. Det fungerer som et regnskabs/informationssystem. Det kan være udviklet internt af firmaet selv eller organisationen, det kan være indkøbt hos tredjepart eller det kan være en kombination af disse. Der kan være stor forskel på både kompleksitet og pris.
Markedet for disse programmer har konsolideret sig betydeligt siden midten af 1990'erne og mange mindre firmaet i branchen er ophørt mens andre har fusioneret.

## Moduler
Regnskabsprogrammer består typisk af forskellige moduler, sektioner som behandler bestemte områder inden for regnskab. De mest almindelige er:
Generelle Moduler
- Debitor: Hvor virksomheden indtaster salgsordrer
- Kreditor: Hvor virksomheden indtaster købsordrer
- Varekartotek: Oplysninger om virksomhedens samlede varebeholdning
- Hovedbog: En liste over bilag i systematisk orden, konto for konto
- Faktura: Her indtastes og udskrives fakturaer til klienter eller kunder
- Balance: Hvor virksomheden holder kontrol med aktiver og passiver
- Kassekladde: Daglig registrering af virksomhedens indbetalinger og udbetalinger

Tillægsmoduler
- Inkasso: Hvor virksomheden kan opspore forfaldne regninger
- Elektronisk betaling
- Opslag og rapporter
- Lønmodul
- Projektstyring
- Webshop

(Forskellige leverandører af regnskabsprogrammer vil bruge forskellige navne for disse moduler)

## Implementeringer
I mange tilfælde kan implementering (dvs. installation og konfiguration af systemet hos kunden) kræve større overvejelser end det egentlige valg af software, også når det kommer til de samlede omkostninger. De fleste mellemstore og større programmer sælges udelukkende gennem forhandlere, udviklere og konsulenter. Disse organisationer videregiver i praksis en licensafgift til softwareleverandør og opkræver derefter virksomheden for installation, tilpasning og support. Virksomheden kan normalt regne med at betale omkring 50-200% af prisen på softwaren i implementering og konsulenthonorarer. Andre programhuse sælger , rådfører og støtte klienter direkte, således at mellemforhandleren undgås.

## Kategorier

### Personlige regnskabsprogrammer
Hovedsageligt til hjemmebrugere, der skal bruge kreditorregnskab, udgiftsstyring til at administrere budget og enkel konto afstemning. Den billige ende af markedet.

### Business low end marked
I den billige ende af forretningsmarkedets regnskabsprogrammer finder man programmer som tillader at udføre de mest basale regnskabsfunktioner. Leverandørerne har som oftest specialiseret sig i et enkelt lands marked. 
Mange af ”low end” produkter bruger enkelt bogholderi i stedet for dobbelt bogholderi. Nogle produkter har stor funktionalitet men mangler, men ikke tilstrækkelig sikkerhed eller revisionsspor.

### Middelmarked
Middelmarkedet dækker en bred vifte af virksomhedssoftware, der kan være i stand til at opfylde behovene hos flere nationale regnskabsstandarder og tillader regnskaber i flere valutaer.
Ud over de generelle regnskabsmæssige funktioner, kan programmerne indeholde tillægsmoduler, og de kan være orienteret mod et eller flere markeder.
Programmer på dette marked omfatter typisk følgende elementer: 
- Industri-standard robuste databaser
- Industri-standard rapporteringsværktøjer
- Værktøj til konfiguration, eller udvidelse af programmet fx en SDK, adgang til program-kode.

### High end marked
De mest komplekse og dyre business regnskabsprogrammer er ofte en del af en omfattende suite af software betegnet som ERP.
Disse programmer har typisk en meget lang indkøringsperiode, ofte mere end seks måneder. I mange tilfælde er disse applikationer simpelthen et sæt af funktioner, som kræver betydelig integration, konfiguration og tilpasning til selv begynde at ligne et regnskabssystem.
Fordelen ved en high-end løsning er, at disse systemer er designet til at understøtte den enkelte virksomheds specifikke processer, da de er meget tilpasselige og kan skræddersys til netop forretningsmæssige krav. Dette kommer som regel på bekostning af en betydelig omkostning i form af penge og implementeringstid.

### Det vertikale marked
Nogle virksomheds regnskabsprogrammer er designet til bestemte virksomhedstyper. Dette vil omfatte funktioner, der er specifikke for denne industri.
Valget om at købe et industrispecifikt program eller et generelt program er ofte meget vanskeligt. Ulemperne ved et specialbygget program eller et designet til en bestemt branche kan nævnes:
- Mindre udviklingsteam
- Øget risiko for at sælgers virksomhed går ned
- Reduceret tilgængelighed af støtte

Dette kan vejes op imod:
- Mindre behov for tilpasning
- Reducerede implementeringsomkostninger
- Reduceret slutbruger uddannelse, tid og omkostninger

Typiske nicher for vertikale regnskabsprogrammer er:
- Banker
- Entreprenører
- Hospitaler
- Nonprofit
- Dagpasningsinstitutioner

### Hybridløsninger
Efterhånden som teknologien forbedres, har softwareleverandører været i stand til at tilbyde stadig mere avanceret software til lavere priser. Denne software er egnet til virksomheder på forskellige stadier af vækst. Mange af funktionerne (herunder avanceret tilpasning og ekstremt skalerbare databaser) på Middel markedet og High End programmerne, kræves der selv ved små virksomheder, efterhånden som de åbner flere steder eller vokser i størrelse. Derudover, med flere og flere virksomheder der udvider i udlandet, eller lader medarbejderne arbejde hjemmefra, har mange mindre kunder et behov for at været tilsluttet firmaets regnskab flere steder. Disse har nu muligheden for at anvende webbaserede regnskabsprogrammer, der tilbyder dem tilsvarende tilgængelighed fra flere lokaliteter over internettet.
Webbaserede programmer kan enten ligge på programudbyderens server, eller virksomheden kan have programmet liggende på sin egen webserver. Serverløsninger kan enten fungere udelukkende på firmaets intranet eller både på intranet og internettet.